# Cantón de Grecia
Grecia es el tercer cantón de la provincia de Alajuela, en Costa Rica. Su cabecera es la ciudad de Grecia.  Se ubica a 45 km de la capital San José y a 30 km de la ciudad de Alajuela.
Grecia posee una economía diversificada en la que predomina la producción agrícola de café y caña de azúcar, con presencia de actividades industriales relacionadas con estos cultivos, además de otros sectores dedicados al comercio, fábricas y venta de vehículos. Además, Grecia es parte de la ruta turística de la región occidental del Valle Central de Costa Rica, dada la existencia en el cantón de balnearios, cataratas, zonas protegidas y el templo católico de Nuestra Señora de las Mercedes, que es patrimonio histórico-arquitectónico de Costa Rica.
En 1989, la ciudad de Grecia, cabecera del cantón, fue declarada la ciudad más limpia de América Latina, durante la reunión del capítulo latinoamericano de la Unión Internacional de Municipios y Poderes, en Cuenca (Ecuador).

## Toponimia
Datos obtenidos en el Museo Regional de Grecia indican que en relación con el nombre del cantón existen al menos dos versiones.
Según el historiador Francisco María Núñez, en 1826 los vecinos hicieron una reunión para cambiar la antigua denominación “Los Potreros del Púas”. En la misma, Juan Lara Zamora propuso el nombre “Grecia” en honor al país europeo que desde 1821 luchaba por obtener la independencia del Imperio Otomano. Este hecho es improbable ya que carece de fuentes verificables y comprobables dado la lejanía que existía y la poca cultura de información de la época.
La segunda versión afirma que el nombre deriva de una finca llamada Grecia, que era propiedad de Juan Lara Zamora, y que posteriormente, el nombre se generalizó a toda la zona.

## Historia
El actual territorio del cantón de Grecia estuvo ocupado por indígenas de cultura del Área Intermedia durante la época precolombina. En Grecia se han encontrado algunos vestigios arqueológicos como basamentos en piedra de viviendas, restos de pisos de adobe y de paredes de bahareque, denotando la existencia de aldeas principales. En la época de la conquista española, el territorio del cantón pertenecía al Reino Huetar de Occidente, gobernado por el rey Garabito. Durante la colonia, no existieron asentamientos permanentes en Grecia. La colonización del territorio no iniciaría sino hasta 1825, luego de la independencia de Costa Rica, cuando el gobierno promulgó un decreto ejecutivo que premiaba a los habitantes que descubrieran caminos o hicieran trillos que comunicaran con las tierras inexploradas del territorio nacional.
La ocupación del territorio al oeste del Valle Central fue consecuencia directa del afán de encontrar nuevos campos de cultivo para el café. A partir de 1830, familias procedentes de Alajuela, San José y especialmente Heredia y Barva, decidieron explorar los Potreros del Púas -como anteriormente se conocía a los territorios desde Punta de Caña (Hoy Santa Gertrudis Sur), La Churruca (San Rafael de Poás), Taccari (Tacares), Puente de Piedra, San Roque y Sarchí. El esfuerzo de los colonos, impulsado por múltiples denuncias (figura jurídica que consistía en reclamar ante las autoridades respectivas la posesión de hecho de un terreno) a quienes colonizaran terrenos dificultosos y se dieran a la en extremo riesgosa - por las condiciones de la época - tarea de levantar entre 1780 y 1820 las bases de la actual Grecia.
En 1828, los pobladores de la región solicitaron a la Municipalidad de Alajuela permiso para edificar una ermita. Para el historiador Francisco María Núñez, y la solicitud de los griegos consistía en fundar un pueblo y erigir un templo en las tierras de la Cofradía de Barba. El 26 de octubre de 1828 -expediente N. 21- donde la Municipalidad de San Juan Nepomuceno de Alajuela recibió el comunicado oficial, el cual envió la solicitud al Mando Político Superior liderado por el jefe de Estado Juan Mora Fernández, pero como la burocracia al parecer ya corroía la administración pública, fue atrasado por 10 años en aprobar el documento que enviaron las 1.100 personas que entonces residían las 176 casas existentes en Grecia.
Diez años después, durante el gobierno de Manuel Aguilar Chacón, se autorizó la construcción de la ermita. El 27 de abril de 1838- el decreto legislativo n.º 69 dio inicio a Grecia como pueblo, gracias a la aprobación de la Asamblea Constituyente convocada en Heredia. En el decreto legislativo # 20 de Ordenanzas Municipales del 27 de julio de 1867 se menciona a Grecia como cantón tercero de la provincia de Alajuela, y el vigésimo tercero en ser creado en el país. Grecia abarcaba los territorios de los actuales cantones de Naranjo, Zarcero, Sarchí, San Carlos y Río Cuarto, y en 1882 se le agregó una vasta región de 4000 km² en la Llanura de los Guatusos y que incluía los actuales cantones de Upala, Los Chiles y Guatuso. En 1883 el territorio griego abarcaba un 80% (7400 km²) de la provincia de Alajuela. En 1886 se separaron Naranjo y Zarcero, en 1911 San Carlos, en 1949 Sarchí, en 1970 Upala, Los Chiles y Guatuso, y en 2017 Río Cuarto.
El 21 de agosto de 1989, su ciudad cabecera homónima, Grecia, fue declarada la ciudad más limpia de América Latina, distinción otorgada durante la reunión del capítulo latinoamericano de la Unión Internacional de Municipios y Poderes, en Cuenca (Ecuador) donde estuvieron presentes todos los países latinoamericanos.
El distrito Río Cuarto, pasó a ser el Cantón de Río Cuarto el 30 de marzo de 2017. Su código postal era 20306.

## Aspectos físicos

### Geografía
Se encuentra ubicado entre 10°5′39″ latitud norte y 84°12′48″ longitud oeste.
Posee una anchura máxima de 24 km y está delimitado por la confluencia de los ríos Grande y Poás y el macizo del volcán Poás. Su territorio tiene una forma elongada que se extiende de noreste a suroeste. Tiene un total de 141,52 km² y es el número cincuenta y cinco, entre el Orotina (141,92 km²) y el cantón de Atenas (127,19 km²). 

### Clima y altitud
Su clima es templado húmedo, entre los 12 °C y 27 °C, dependiendo de la localidad. Se encuentra a una altitud de 1000 ms.n.m., y los distritos se encuentran a diversas altitudes. En su punto más alto, a los 2.500 m s. n. m., se encuentra el Bosque del Niño en la Reserva Forestal Grecia.

### Geología
Está formado geológicamente por materiales de los periodos Terciario y Cuaternario. Pueden encontrarse coladas de andesita y basalto, aglomerado, brechas y tobas que datan del Holoceno, sobre todo en las confluencias de los ríos Poás y Colorado. También existen edificios volcánicos que datan del periodo Cuaternario en la parte sur, con presencia de lavas, tobas y piroclastos. La presencia de esta gran cantidad de material volcánico explica la fertilidad de los suelos del cantón.

### Geomorfología
La geomorfología del cantón es de origen volcánico, por la presencia del volcán Poás, cuyas erupciones prehistóricas dieron origen al relleno volcánico de la parte occidental del Valle Central. El principal macizo volcánico es el volcán Poás.

### Hidrografía
El cantón de Grecia forma parte de la cuenca del río Grande de Tárcoles, que desemboca en el océano Pacífico.
Los tres ríos principales son Poás, Rosales y Colorado, afluentes directos del Tárcoles. El río Poás recibe las aguas de los ríos Tacares y Prendas. Los ríos Pilas, Poro y Achiote son afluentes del Rosales, y los ríos Aguacate y Sarchí, del río Colorado.

## Ubicación
Limita al este con los cantones de Poás (Distritos de San Juan, San Rafael, San Pedro y Carrillos), al norte con Sarchí (distrito de Toro Amarillo) y Poás, al sur con el cantón de Alajuela (Distritos de Garita y Tambor) y Atenas (Distritos de Santa Eulalia y Atenas), y al oeste con Sarchí (Distritos de San Pedro y Sarchí Sur), Naranjo (distrito de El Rosario) y Atenas. 
Antes de la separación del cantón de Río Cuarto limitaba también con los cantones de San Carlos por el oeste y noroeste, el Sarapiquí por el este, con Alajuela por el Sur y con Sarchí por el suroeste.

## División administrativa
El cantón de Grecia se encuentra dividido en siete distritos:
- Grecia
- San Isidro
- San José
- San Roque
- Tacares
- Puente de Piedra
- Bolívar

## Demografía
Para el año 2022, Cantón de Grecia cuenta con una población estimada de 76 226 habitantes, y para el último censo efectuado, en 2011, Cantón de Grecia contaba con una población de 76 898 habitantes.

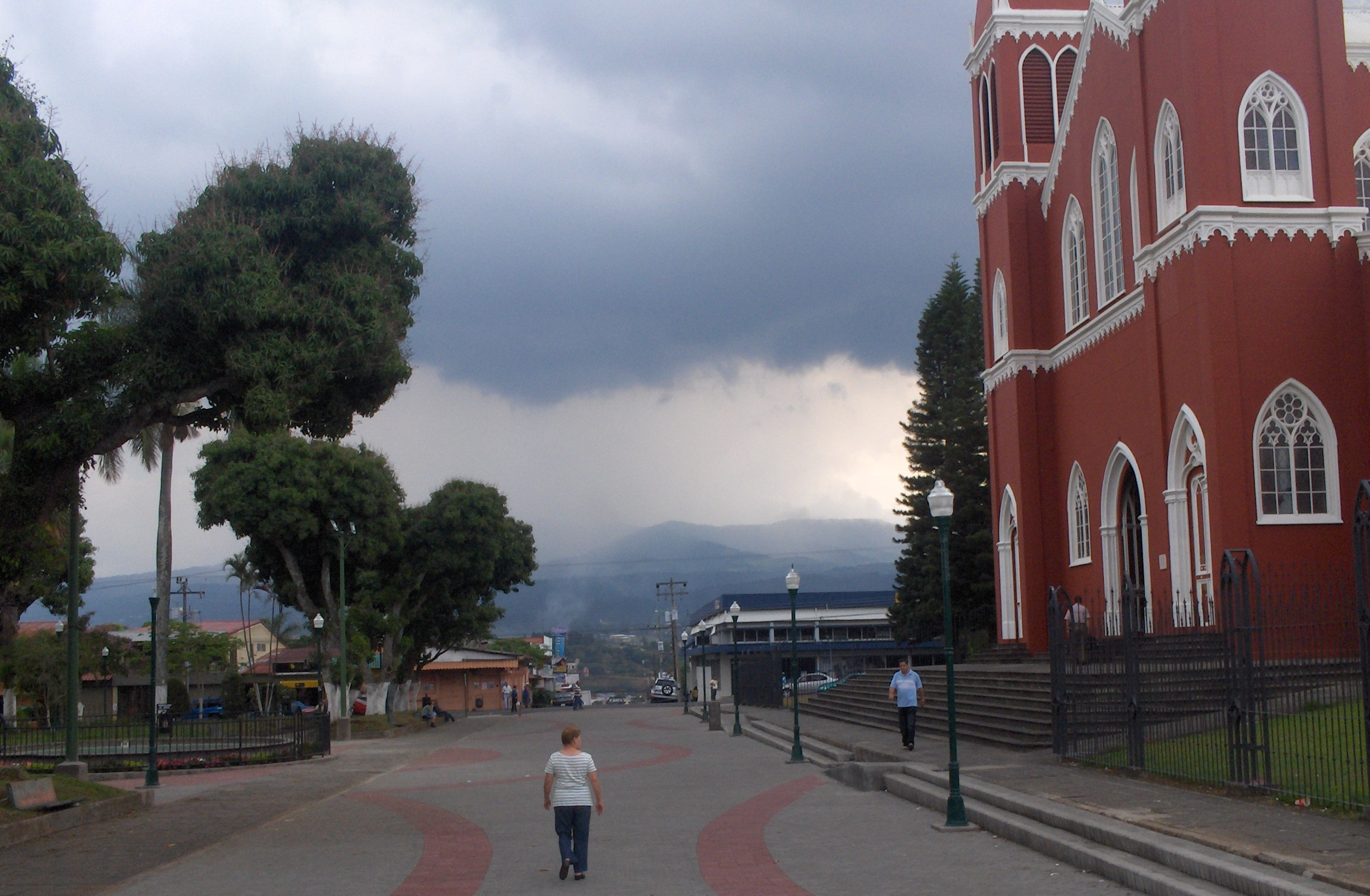
Bulevar frente a la iglesia metálica de Nuestra Señora de la Mercedes

De sus habitantes, el 9,1 % nació en el extranjero. El mismo censo destaca que había 21 709 viviendas ocupadas, de las cuales, el 67,6% se encontraba en buen estado y había problemas de hacinamiento en el 3,2% de las viviendas. El 61,5% de sus habitantes vivían en áreas urbanas. El nivel de alfabetismo del cantón es del 97,5%, con una escolaridad promedio de 8,0 años. Para el año 2018 presentaba un alto índice de desarrollo humano (0,815) según el Programa de las Naciones Unidas para el Desarrollo.
Con respecto al desarrollo industrial de la ciudad, es importante resaltar las ventajosas características con que cuenta Grecia: el acceso a puertos y centros de población, la mano de obra calificada, la gran cantidad de profesionales (tiene la densidad de población profesional más grande del país) y en general, sus características físicas, socioeconómicas y geográficas, la convierten en un potencial punto de industrialización.
Es cuna de ejecutivos de firmas de telecomunicaciones y software, cuenta con un creciente número de residentes norteamericanos, profesionales locales, universidades públicas y privadas, y empresas de bienes raíces y de importación de vehículos, que apoyan sus actividades en China.

## Economía
La ciudad de Grecia se especializa en el cultivo de caña de azúcar, de café, de fresas y orquídeas de diferentes clases.
En momentos de crisis provocada por la Segunda Guerra Mundial, un grupo de productores de caña y café, apoyados por el gobierno de ese entonces, formaron una cooperativa – la primera del país y de Centroamérica- y adquirieron un ingenio. Fue entonces, en 1943, cuando nació la agroindustria más grande de Grecia: Cooperativa Victoria R.L., ubicada en el distrito de San Isidro. [cita requerida]
A partir de los años 90 e inicios del siglo XXI, se empezó a dar un desarrollo importante en la industria y comercio del cantón. La implantación de la empresa Panduit fabricante de cableado estructural y tecnología ha sido un hito importante no solo para el cantón de Grecia, sino también para los cantones vecinos.
Además la industria esta diversificada en sectores económicos como fábricas de helados, fábricas de salsas, ventas de vehículos, restaurantes de cocina local e internacional, centros financieros y bancarios, mayormente compuesta de empresas medianas entre 20 y 100 empleados.
El censo nacional de 2011 detalla que la población económicamente activa se distribuye de la siguiente manera:
- Sector primario: 15,8 %
- Sector secundario: 25,4 %
- Sector terciario: 58,8 %

## Salud
El principal centro de salud es el Hospital San Francisco de Asís, centro médico estatal perteneciente a la Caja Costarricense del Seguro Social. Se encuentra ubicado en la ciudad de Grecia y es un hospital regional que atiende el sector occidental del Valle Central. Fue fundado en 1858 y actualmente cubre una población de 25 000 personas. El hospital ofrece 26 servicios de salud entre atención de salud y apoyo logístico y administrativo. Dentro del Área de Salud de Grecia funcionan 13 Equipos Básicos de Atención Integral en Salud.

## Cultura

### Símbolos
Por muchos años, la bandera del cantón de Grecia fue la misma del Grecia FC[cita requerida]. Fundado en 1925, el equipo tiene una bandera inspirada en la del Club Sport Cartaginés, que por aquella época fue uno de los mejores equipos del país. El diseño de la bandera está compuesto por tres franjas, dos azules y la del centro blanco con una franja interior color negro y por muchos años esta bandera fue también la insignia del cantón, hasta la promulgación de la bandera actual.
A partir del año 2012, se adoptó una nueva bandera que fuera representativa del cantón. Esta fue diseñada por el historiador Carlos Alberto Maroto Barquero. La bandera está compuesta por tres franjas horizontales, azul, blanco y verde, en donde la franja blanca, forma una “y” que representa los brazos en alto de una persona con actitud de triunfo, libertad, esperanza, fe y trabajo, la cual forma dos triángulos, azul y verde, cuyos lados simbolizan los tres grandes valores de los ancestros griegos: libertad, progreso y solidaridad. Sobre la franja blanca se incluyen 8 estrellas de 5 picos color oro que representan los 8 distritos del cantón.
Se consideran iconos del cantón: el templo católico de Nuestra Señora de la Mercedes; el quiosco del Parque Central de Grecia; el café y la caña de azúcar, cultivos por excelencia del cantón; el galardón como ciudad más limpia de Latinoamérica, otorgado en 1889; y el legendario Puente de Piedra, formación natural cuyo origen se atribuye a una leyenda local. Todos estos símbolos se encuentran representados en el escudo del cantón.

### Educación
El cantón de Grecia presenta un alto índice de alfabetización (99 %) y un elevado Índice de Desarrollo Humano (0,814). La historia de la educación en el cantón se remonta a 1842, cuando el primer maestro, Nicolás Cárdenas, comenzó a impartir lecciones en una casa particular.
La primera escuela primaria fue inaugurada en 1869, y en 1872 se estableció una institución educativa para niñas, la Escuela Eulogia Ruiz Ruiz. Para 1887, el cantón contaba con cuatro maestros que atendían a 155 estudiantes.
En 1937, la antigua Escuela de Varones de Grecia fue renombrada como Escuela Simón Bolívar. Posteriormente, en 1944, se fundó una escuela complementaria de segunda enseñanza, y en 1953 se inauguró el edificio actual del Liceo León Cortés Castro, principal centro educativo de nivel secundario en el cantón.
En la actualidad, Grecia cuenta con 54 escuelas de educación primaria y 10 centros de educación secundaria.
En lo que se refiere a la educación superior, hay una sede de la Universidad de Costa Rica en el distrito de Tacares, tres universidades privadas y una sede del Instituto Nacional de Aprendizaje. Muchos jóvenes griegos reciben su educación superior en universidades de San José. Se ha calculado que Grecia es el cantón con más profesionales por kilómetro cuadrado.

### Patrimonio
La Iglesia de Nuestra Señora de las Mercedes ubicada en el distrito central de Grecia se encuentra en este cantón.

### Deporte
El cantón de Grecia tiene un equipo profesional de fútbol, el Grecia Fútbol Club, que milita en la primera división de Costa Rica, además del equipo de Rayos Grecia de la Liga Superior de Baloncesto de Costa Rica, que fue campeón nacional en 1999.